# Leishmaniose
Pour les articles homonymes, voir B55.
 Mise en garde médicale
La leishmaniose est une maladie chronique due à l'infection par un protozoaire du genre Leishmania. C'est une maladie vectorielle transmise par la piqûre de phlébotomes, comprenant les insectes du genre Lutzomyia aux Amériques et du genre Phlebotomus en Europe, en Asie et en Afrique. Elle peut prendre trois formes : cutanée, viscérale ou muco-cutanée.
La leishmaniose peut affecter de nombreux mammifères, dont l'humain, ce qui en fait une zoonose. Ces réservoirs principaux dépendent de l'espèce, mais les trois réservoirs principaux sont le rongeur, le chien et l'humain. Certaines espèces de Leishmania peuvent aussi infecter les marsupiaux, les renards et les damans.
En 2023, l'OMS estime que le nombre de nouveaux cas humains par an est compris entre 700 000 et 1 million. La répartition géographique des leishmanioses dépend de celle des phlébotomes vecteurs et des mammifères réservoirs.

## Parasite

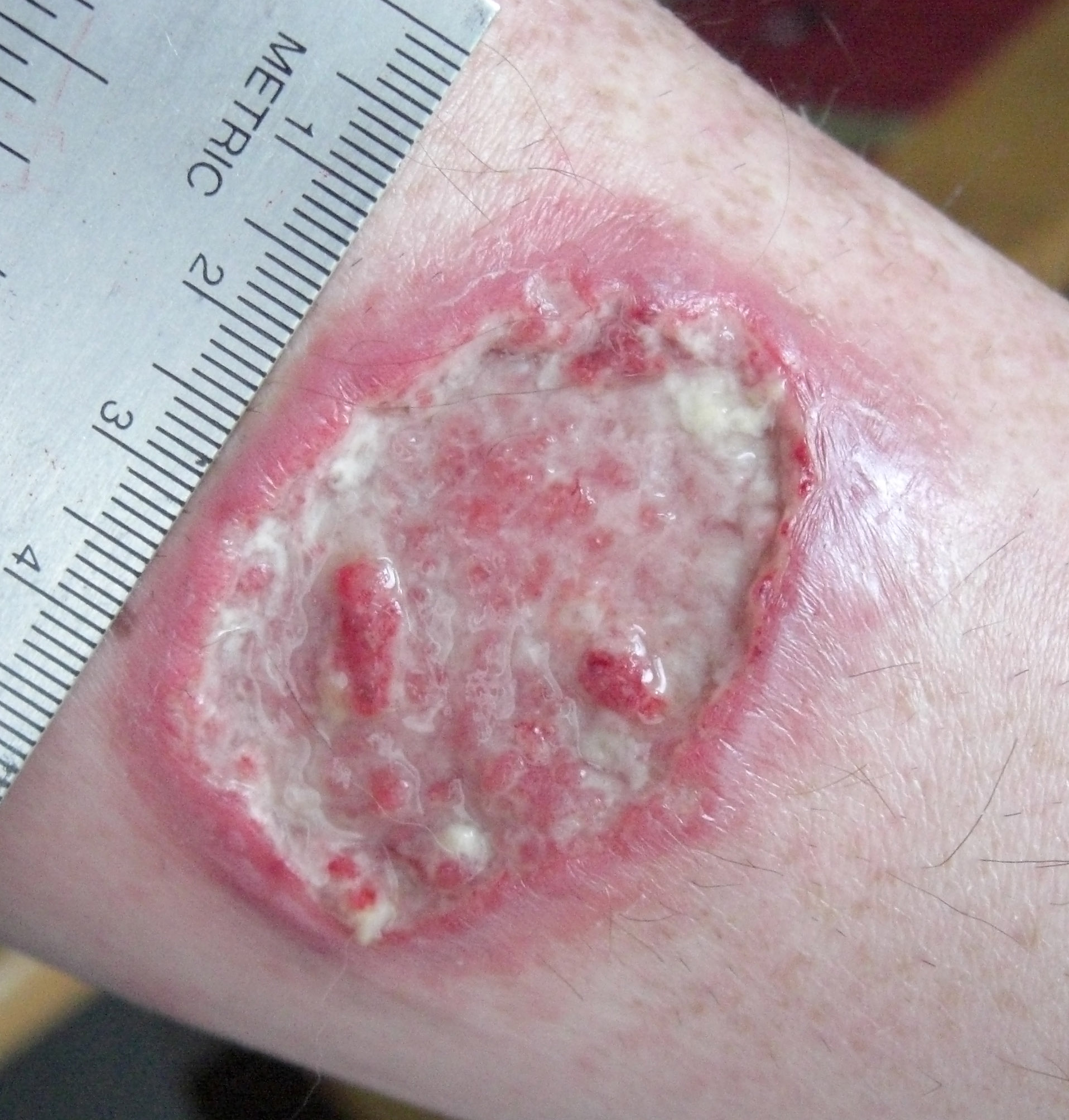
Ulcère cutané de l'avant-bras gauche, causé par une leishmaniose.

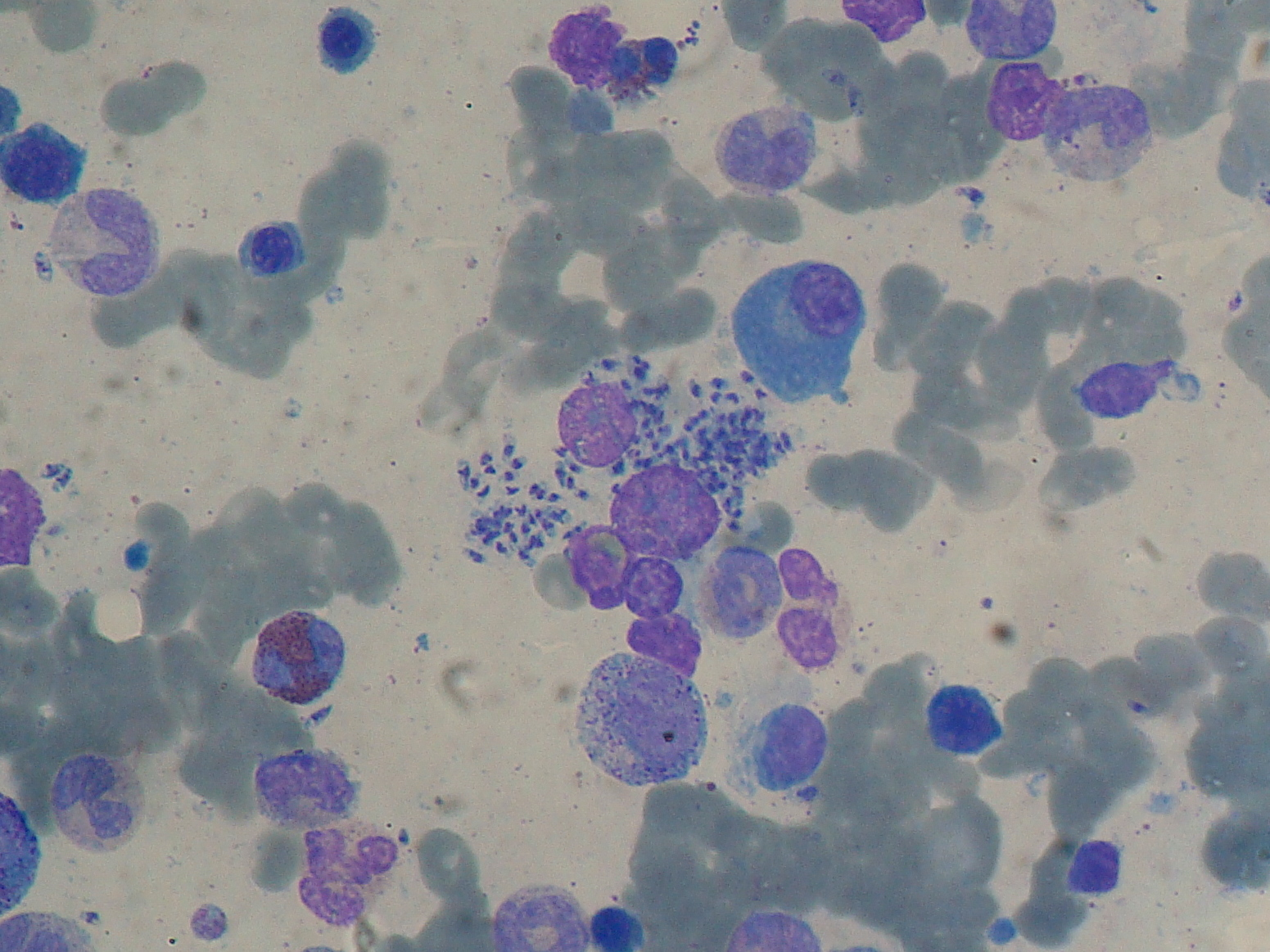
Frottis d'échantillon de moelle osseuse (leishmaniose viscérale).

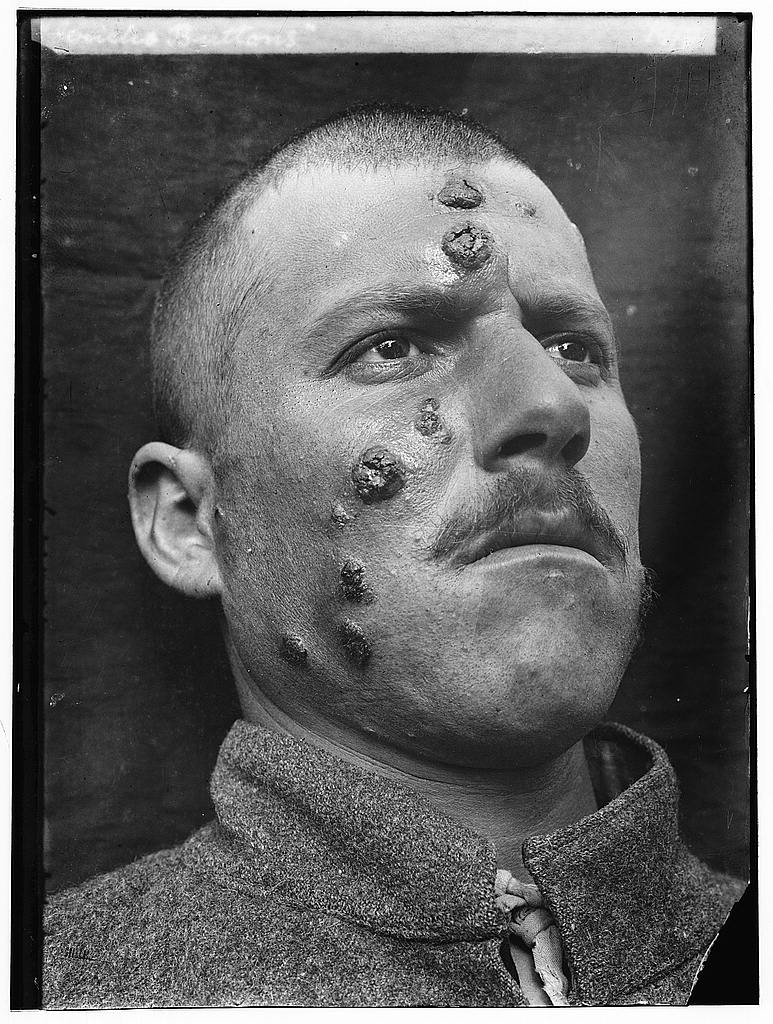
Première Guerre mondiale (ici en 1917) ; cas de leishmaniose cutanée fréquent au Moyen-Orient, localement dénommée « boutons de Jéricho » car fréquente près de la vieille ville de Jéricho.

Parmi les espèces du genre Leishmania, 30 sont des parasites des mammifères, dont 21 pouvant infecter l'humain. Parmi ces 21, on retrouve :
- le complexe de L. donovani avec 3 espèces (L. donovani, L. infantum et  L. infantum chagasi) ;
- le complexe de L. tropica avec 3 espèces (L. tropica, L. major et L. aethiopica) ;
- le complexe de L. mexicana avec 2 espèces principales (L. mexicana, L. amazonensis) ;
- le sous-genre Viannia avec 3 espèces principales (L. (V.) braziliensis,  L. (V.) panamensis, L. (V.) guyanensis).

Ces différentes espèces sont morphologiquement indifférenciables mais peuvent être distinguées par analyse des isoenzymes, des séquences ADN, ou des anticorps monoclonaux.

## Symptômes
En fonction de l'espèce responsable de l'infection, la maladie peut prendre trois formes différentes : la forme viscérale, cutanée et muco-cutanée.

### Leishmaniose viscérale
Les symptômes les plus courants de la leishmaniose viscérale, ou kala-azar, sont la fièvre, une perte rapide de poids, un gonflement de la rate et du foie, et l'anémie. En l'absence de traitement, la leishmaniose viscérale est mortelle dans 95 % des cas.

### Leishmaniose cutanée
Le symptôme le plus visible de la leishmaniose cutanée est l'apparition de lésions cutanées et l'ulcères.

### Leishmaniose muco-cutanée
La leishmaniose muco-cutanée provoque la destruction partielle ou totale des muqueuses du nez, de la bouche et de la gorge.

## Épidémiologie

Carte mondiale du fardeau sanitaire de la leishmaniose en 2002 en années de vie perdues, corrigées des pertes de capacité, pour 100000 habitants. Légende :
absence de données
moins de 20
20-30
30-40
40-50
50-60
60-70
70-80
80-100
100-120
120-150
150-200
plus de 200

L'humain n’est un réservoir prouvé et majeur que pour deux espèces : Leishmania donovani et Leishmania tropica. Toutes les autres espèces, dont la pathogénicité et la fréquence sont variables, sont des agents de zoonoses.
En 2023, l'OMS estime qu'entre 700 000 et 1 million de personnes sont nouvellement infectées chaque année.

### Leishmaniose viscérale (LV)
Chaque année, entre 50 000 et 90 000 personnes sont nouvellement infectées par la leishmaniose viscérale. On la retrouve surtout au Brésil, en Afrique de l'Est et en Inde. 

### Leishmaniose cutanée
La leishmaniose cutanée est la forme la plus courante de leishmaniose, avec entre 600 000 et 1 million de nouveaux cas estimés par an. 95 % des cas se trouvent aux Amériques, dans le bassin méditerranéen, en Asie centrale et au Moyen-Orient.
Seules 10 à 25 % des personnes infectées par le parasite développent la maladie, le reste étant asymptomatique.

### Leishmaniose muco-cutanée
Plus de 90 % des cas de leishmaniose muco-cutanée sont au Brésil, en Bolivie, en Éthiopie et au Pérou.

## Prévention des leishmanioses humaines
La prévention de la leishmaniose humaine repose sur plusieurs modes d'actions : le contrôle des populations vecteurs et réservoirs, et le dépistage et traitement rapides et efficaces des cas de leishmanioses humaines. L'utilisation de moustiquaires permet aussi d'éviter les contacts entre les phlébotomes et l'humain. Un vaccin contre la leishmaniose pour le chien est en cours d'évaluation, et pourrait permettre de prévenir la leishmaniose.

## Cycle parasitaire

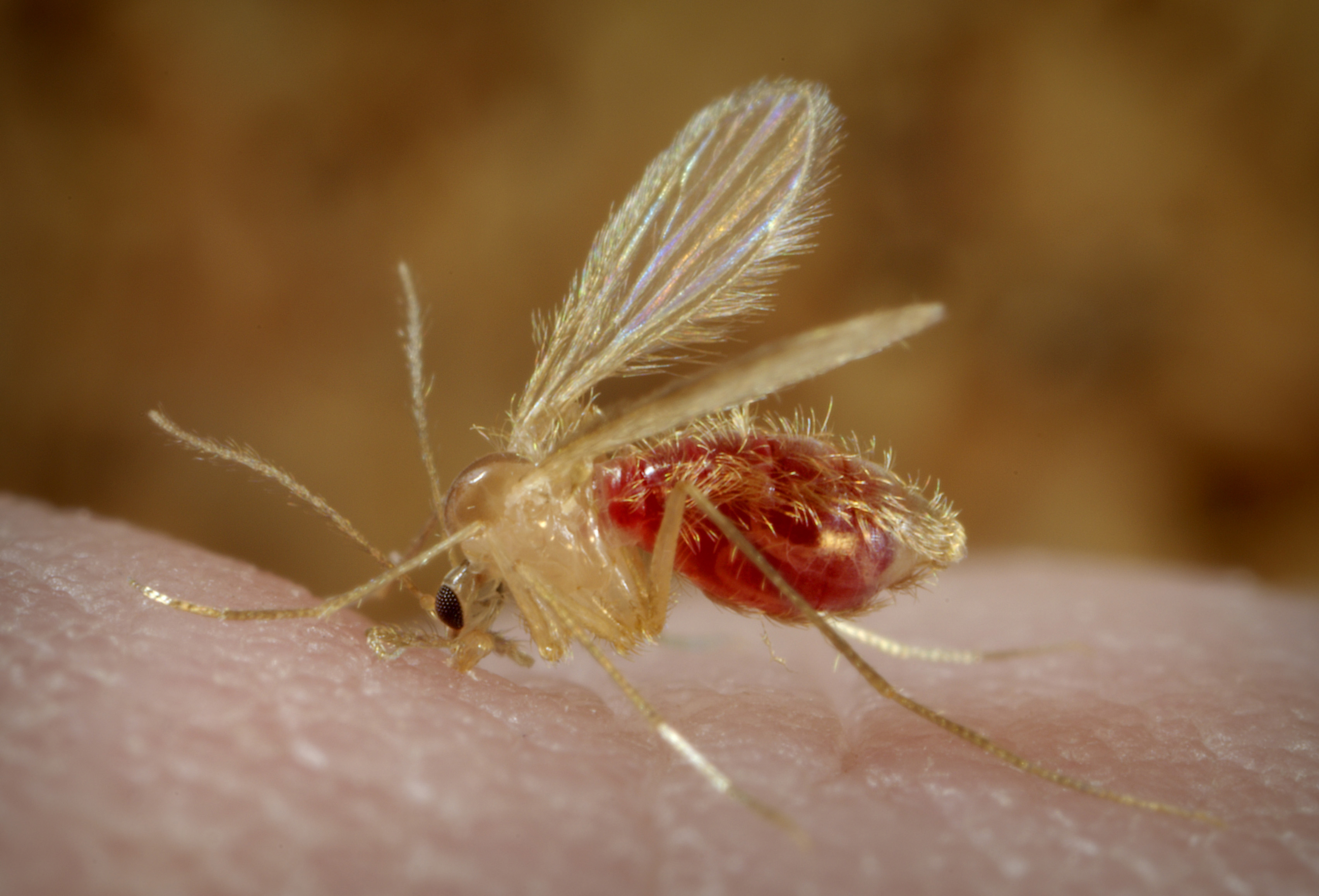
Le Phlébotome femelle (ici prenant son repas de sang)
Le parasite manipule l'odeur de son hôte (qui attire des phlébotomes, qui transporteront alors le parasite vers d'autres hôtes).

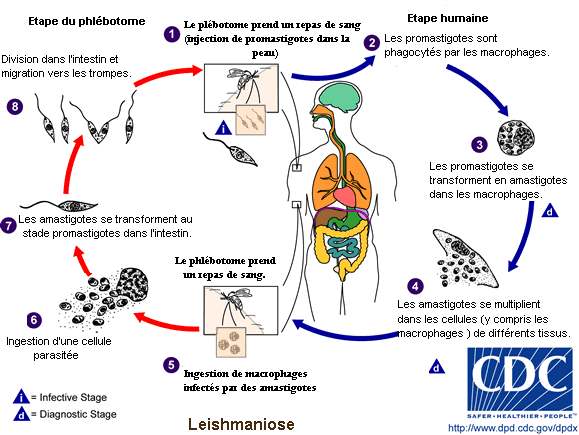
Cycle parasitaire des Leishmanioses. Cliquer sur l’image pour agrandir

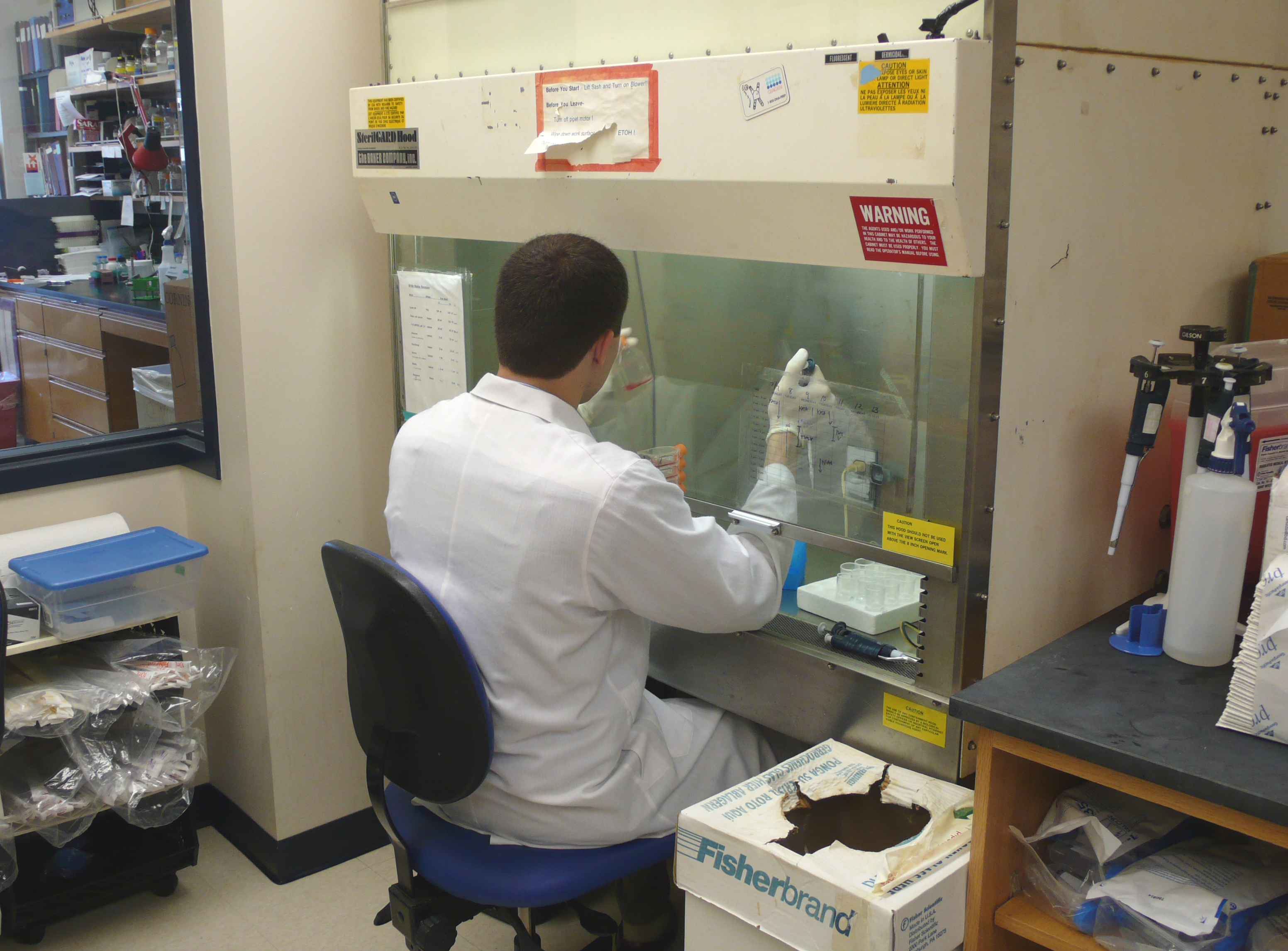
Parasitologue travaillant sur L. major en environnement confiné et biosécurisé.

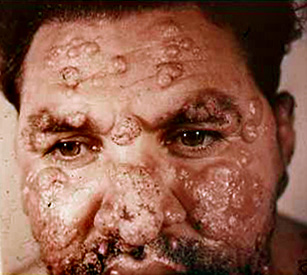
Illustration médicale, archives militaires médicales américaines, extrait de l’Atlas of Tropical and Extraordinary Diseases photograph.

Le phlébotome est l'hôte intermédiaire et le vecteur du Leishmania. Lorsqu'une phlébotome femelle se nourris du sang d'un mammifère infecté, des amastigotes présents dans le sang deviennent des promastigotes. Ils se multiplient et se logent dans le pharynx de la phlébotome, pour se préparer à infecter le prochain hôte. Au bout de 10 jours, la phlébotome devient contagieuse. Lors de son prochain repas de sang, les promastigotes entreront le système sanguin de l'hôte. Des macrophages mangent alors le promastigote, le transformant en amastigote qui se reproduit à l'intérieur du macrophage. La pression osmotique fait alors éclater le macrophage, libérant les promastigotes qui peuvent alors infecter de nouvelles cellules.
Le parasite modifie l'odeur de son hôte, ce qui attire des phlébotomes qui vont eux-mêmes s'infecter et alors contribuer à véhiculer la maladie (un phénomène similaire a été suspecté puis récemment observé dans le cas du paludisme).

## Traitement

La paromomycine est un traitement efficace pour lutter contre la leishmaniose.

Les traitements dépendent beaucoup du type de leishmaniose, ainsi que des autres maladies du patient. En 2010, l'OMS recommande 9 antileshmaniaux : l'antimoniate de méglumine, le stibogluconate de sodium, l'Amphotéricine B, la paromomycine, l'isethiomate de pentamidine, le miltéfosine, le kétoconazole, le fluconazole et le itraconazole.

## Historique
Les fossiles nous indiquent que des Leishmania existent depuis 100 millions d'années. On les retrouvait déjà dans le sang de vertébré ingéré par une mouche hématophage.
Les premières preuves de cas de Leishmaniose chez l'humain sont des tablettes du VIIe siècle av. J.-C. qui décrivent des symptômes correspondant à la maladie.
L'analyse de momies égyptiennes permet de savoir que la Leishmaniose viscérale était présente en Égypte antique, au moins depuis le IIe millénaire av. J.-C. Des symptômes ressemblant à ceux provoqués par la leishmaniose sont décrits par des médecins arabes durant le Moyen Âge. La première mention de kala-azar date de 1827, quand le chirurgien William Twining publie un article à son sujet, suivi d'un livre en 1832. Les premières observations du parasite datent de 1885, quand le médecin David Douglas Cunningham observe les parasites, et de 1898, quand Piotr Fokich Borovsky décrit le parasite et l'identifie comme un protozoaire.
C'est en novembre 1900 que William Boog Leishman observe les parasites, à la suite de quoi il publie un article en 1903 dans lequel il écrit que la maladie est une trypanosomiase. Quand d'autres scientifiques comprennent le parasite n'est pas un trypasome, mais un genre proche, ils décident de nommer ce genre Leishmania. Le nom du genre donnera ensuite son nom à la maladie : la leishmaniose.

## Chez le chien
La leishmaniose est une maladie commune au chien et à l'humain. Les zones d'endémie sont donc les mêmes. Due à Leishmania infantum, elle est considérée comme une maladie principalement méditerranéenne mais est actuellement en extension dans les régions au climat continental, en particulier dans le Nord-Ouest de l’Italie et en Allemagne. Elle est aussi fréquente en Amérique latine et, en particulier, au Brésil. Des cas de leishmaniose canine ont commencé à apparaître en Amérique du Nord en 2000, et au Canada en 2008. Dans la population canine de ces régions, il existe de nombreux porteurs asymptomatiques dont le rôle de réservoir n’est pas exclu. En France, bien qu'essentiellement cantonnée au pourtour méditerranéen, elle s'étend progressivement en remontant la vallée du Rhône et les vallées du Sud-Ouest.
La transmission du chien à l'humain est possible par l'intermédiaire du phlébotome. C'est dire s'il est important de connaître les signes d'appel chez l'animal. La maladie peut être grave chez le chien mais certaines lignées vivant en zone d'endémicité ont développé une tolérance à la maladie et sont des porteurs sains (ils hébergent le parasite sans être malades pour autant). Ils constituent alors un réservoir de Leishmania.
Les signes cliniques de la maladie dépendent des organes atteints et ce polymorphisme rend le diagnostic d'autant plus difficile. Les principaux signes qui doivent attirer l'attention chez un chien dont on sait qu'il a séjourné dans des zones d'endémicité sont: un amaigrissement progressif, des lésions cutanées (dermatose alopéciante, nodulaire, ulcérative, dermatite mucocutanée) en particulier en regard de la truffe (narines), des oreilles et des coussinets avec des griffes anormalement longues (onychogryphose ou«ongles de fakir»). Parmi les autres signes cliniques, on note le gonflement des noeuds lymphatiques (hyperplasie, lymphadénite), plus facilement palpables, des lésions oculaires (uvéite, kérato-conjonctivite), des épistaxis répétées et parfois impressionnantes résultant de troubles de l'hémostase (déficits en plaquettes en particulier), une atteinte glomérulaire rénale plus ou moins grave (possibilité d'évolution en insuffisance rénale). Les lésions rénales peuvent entre autres se traduire par une augmentation du volume urinaire (polyurie), obligeant l'animal à augmenter sa consommation totale en eau pour compenser les pertes en eau (polydipsie) et par des conséquences cliniques non-spécifiques (perte de masse corporelle, amyotrophie notamment), ou des anomalies biologiques diverses (protéinurie sévère en particulier).
Le protozoaire est directement inoculé au chien par le phlébotome. Le phlébotome femelle hématophage prélève le  parasite par piqûre d’un chien réservoir. Après une période de multiplication et transformation du parasite dans son tube digestif, il devient capable de le transmettre par piqûre à un autre chien. Aux États-Unis, des cas ont prouvé la transmission de chien à chien de Leishmania infantum avec contamination directe par le sang et les sécrétions ainsi que par voie transplacentaire d'une chienne infectée à ses chiots.
Le diagnostic est confirmé par l'obsrervation du protozoaire par examen histologique ou cytologique réalisé à partir d'un prélèvement issu de lésions observées ou par la sérologie notamment pour le dépistage des porteurs asymptomatiques. Il est toujours possible de rechercher les parasites au microscope, par exemple, dans un produit de cytoponction de noeud lymphatique. En pratique, les tests sérologiques sont les plus couramment utilisés en première intention. Les plus pratiques reposent sur les méthodes ELISA ou les bandelettes immunochromatographiques sensibilisées par un antigène. Ces dernières sont facilement utilisables sur le terrain ou en cabinet vétérinaire. Les diverses méthodes PCR actuellement proposées permettent la détection de l'ADN de Leishmania spp. Leurs sensibilités différent, ce qui peut conduire à dépister la maladie chez des porteurs asymptomatiques d’où l’importance de pratiquer des PCR en temps réel avec quantification de la charge parasitaire et de confronter les résultats aux observations cliniques afin de déterminer si les parasites détectés expliquent les signes cliniques observés chez l'animal. 
Le pronostic est toujours réservé car le traitement est long, parfois mal supporté par le chien avec une réponse clinique qui peut être incomplète.
Le traitement le plus couramment utilisé est l’association de composés leishmanicides comme l'antimoniate de méglumine, ou la miltéfosine pendant un mois, combinés à l'allopurinol afin de limiter le risque de récidive. Le traitement peut ensuite être stoppé si les signes cliniques et lésionnels de la maladie sont considérés comme suffisamment contrôlés et en l'absence de récidive pendant une période suffisamment longue. Un suivi de la maladie est ensuite réalisé à intervalles réguliers chez les animaux en rémission clinique (marqueurs sériques d'inflammation systémique, suivi de l'évolution des titres en anticorps si cela est pertinent, suivi de la protéinurie notamment). L’efficacité dépend de la bonne observance, du stade clinique de l’animal au début du traitement, de la présence ou de l'absence de complications sévères de la maladie (rénales en particulier) et – plus rarement – de la résistance éventuelle du protozoaire aux spécialités employées. Le traitement vise à obtenir un contrôle de la maladie pendant la durée la plus importante possible, le portage parasitaire étant considéré comme définitif.

### Prévention et vaccins
Il y a de profondes différences dans les mécanismes immunitaires et génétiques qui interviennent dans la prédisposition ou la résistance au développement de la maladie chez le chien. Les colliers à base de deltaméthrine portés par le chien ont démontré une efficacité certaine. Le phlébotome étant le plus actif du crépuscule à l'aube, garder un chien à l'intérieur de l’habitation la nuit permettra de minimiser l'exposition. De multiples spécialités vaccinales ont été commercialisées, un seul vaccin est actuellement disponible en France
La vaccination n'empêche pas la contamination mais limite le risque de développer des complications sévères,.

## Chez le chat
Le chat est un animal moins sensible à la leishmaniose en raison d'une réponse immunitaire plus solide. La symptomatologie est essentiellement cutanée et similaire, sur le plan lésionnel, au chien. La leishmaniose chez le chat n'en demeure pas moins une maladie à surveiller car les experts tendent à s'accorder sur l'émergence possible de cette maladie chez les félins avec un risque de sous-estimation réel des cas.